# Oxylabes madagascariensis
La silvícola sirontsirona (Oxylabes madagascariensis) es una especie de ave paseriforme de la familia Bernieridae endémica de la isla de Madagascar. Es la única especie del género Oxylabes.

## Distribución y hábitat
Se encuentra únicamente en el sector este de la isla de Madagascar. Su hábitat natural son la selva de tierras bajas y la selva subhúmeda de Madagascar de los montes adyacentes.